# Gullan Johansson
Gulla (Gullan) Gärda Linnea Johansson, född 21 juni 1914 i Domkyrkoförsamlingen i Göteborg, död 10 juli 2000 i Johannebergs församling, var en svensk målare och grafiker. 
Johansson studerade vid Slöjdföreningens skola och Börje Hovedskous målarskola i Göteborg. Hennes konst består av figurer, landskap och interiörer. Gullan Johansson är begravd på Östra kyrkogården i Göteborg.